# Eriba-Adad I.
Eriba-Adad I. je bio asirski kralj. Naslijedio ga je sin Ašur-ubalit I. Bio je djed Enlil-nirarija.